# Loxoporetes nouhuysii
Espèce
Loxoporetes nouhuysii est une espèce d'araignées aranéomorphes de la famille des Thomisidae.

## Distribution
Cette espèce est endémique de Nouvelle-Guinée.

## Publication originale
- Kulczyński, 1911 : Spinnen aus Sud-Neu-Guinea. Erster Teil. Nova Guinea. Résultats de l'expédition scientifique néerlandaise a la Nouvelle-Guinée en 1907 et 1909, sous les auspices du Dr H. A. Lorenz, Leiden, vol. 9, Zoologie, no 2, p. 109-148 (texte intégral).